# Hisbah
La hisbah o hisba (en árabe, حسبة) es un principio legal islámico interpretado como "imponer la ley y evitar que se vicie", en referencia a la sharía.
Esta doctrina halla su origen en el llamamiento del Corán a hacer el bien y condenar el mal (Q3:104; Q3:110; Q3:11; Q7:157; Q9:71; Q9:112; Q22:41; Q31:17) y numerosos hadices. No obstante, el uso del término hisba en relación con el deber coránico no comenzará a hacerse común hasta principios del siglo XII con los trabajos de Abu Hamid al-Ghazali.

## Antecedentes

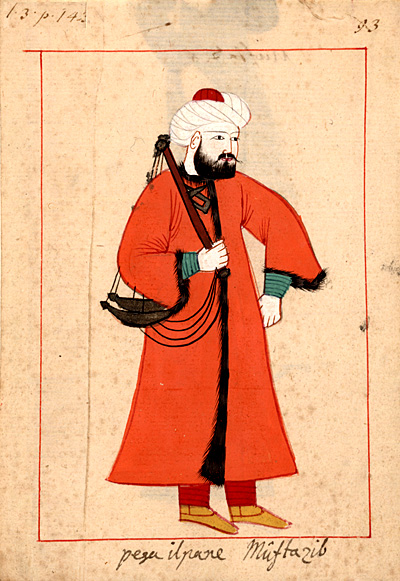
"Muhtasib", del Rålamb Costume Book, 1657

La palabra hisba deriva de la raíz h.s.b. (س ب ح) que significa "cálculo", "suma" o "recompensa", y cuya forma verbal ihtasaba quiere decir "rendir cuentas". Por ello, en su origen el término se reservaba para designar la magistratura encargada de velar por el buen funcionamiento de los zocos de las ciudades en el mundo islámico (hisbat al-suq). El funcionario encargado de esta labor se conocía con el nombre de muhtasib.
La figura del inspector de mercados es anterior al islam y sus funciones inicialmente derivaban de una voluntad secular de mantener el orden público y la moral en las ciudades. De hecho, se pueden encontrar rasgos comunes en los agoranomos helénico y helenístico, el aedile romano, el eparch bizantino, o el vazarbad sasánida, por lo que han sido considerados como predecesores del muhtasib.
Con la progresiva expansión del islam, los valores subyacentes al oficio del muhtasib adoptaron un carácter religioso. De este modo, se suele decir que la hisba en su vertiente de inspección de mercados es una noción islamizada, y no genuinamente islámica. En suma, se puede estipular que el oficio preexistente del muhtasib se impregna de carácter islámico y a su vez el islam toma prestada la noción de hisba para hacer referencia a la rendición de cuentas ante Dios. 
En al-Ándalus, la figura del muhtasib gozó de gran difusión y dejó sentir su influencia en la España cristiana, donde pasará, sin casi ninguna modificación, en el cargo de zabazoque, almotacén (del ár. hisp. almuḥtasáb, y este del ár. clás. muḥŏtasib), motassaf y, finalmente, fiel de pesos y medidas.

## La hisba en el islam clásico
Tal y como se ha adelantado, a principios del siglo XII la hisba empezó a identificarse con el deber coránico de hacer el bien y condenar el mal, a partir de los trabajos de Abu Hamid al-Ghazali. Tal mandato se refleja en todos los aspectos de la sociedad, desde la práctica a nivel del individuo hasta la teoría política islámica de la época clásica del islam. En esta etapa, las cuestiones relativas a las partes implicadas en la hisba, a su contenido y a las circunstancias que rodean su ejecución fueron objeto de numerosos debates entre los autores.

### La hisba como institución estatal: elmuhtasiben la época clásica
La principal consecuencia de la proliferación de la hisba fue el cambio en la concepción de la figura del muhtasib, cuya existencia pasó a justificarse mediante los preceptos económicos presentes en el Corán (Q11:85-86; Q55:8; Q83:1) y los numerosos hadices en que el Profeta alude al tema de la supervisión y el mantenimiento del orden en los mercados.
Los deberes adscritos al oficio de la hisba a partir de este momento se dividen en dos categorías principales: los que tienden a fomentar el funcionamiento ordenado y equitativo del mercado y los que tienen por objeto la censura de la moral pública y la correcta ejecución del ritual islámico. Sin embargo, de la información disponible tanto en los tratados de hisba como en otras fuentes se deduce que el lado más secular de las actividades del muhtasib siempre fue primordial.
Entre las tareas seglares del muhtasib se encontraban la supervisión de los pesos y escalas, el control sanitario del mercado y de la calidad de los productos, el arbitraje en los conflictos, la eliminación de prácticas monopolísticas o la garantía de prestación continua y adecuada de los servicios públicos. Frente a ello, bajo jurisdicción de estos funcionarios se hallaban asimismo la observancia de los preceptos morales en lo tocante a las mezquitas y los baños públicos, la aplicación de las medidas diferenciadoras a los dhimmis, la censura relativa a la música, las apuestas o el alcohol o las relaciones entre sexos en lugares públicos.
Cuando los Estados musulmanes comenzaron a perder su poder en el siglo XVIII la hisba como institución sufrió un drástico declive, como consecuencia de la modernización en la aplicación de la ley. Allá donde siguió existiendo, sus funciones se reasignaron a departamentos estatales no religiosos y en algunos lugares siguió siendo un "apéndice ineficaz de los órganos estatales". Una excepción fue Arabia Saudí, que dividió las tareas y funciones de la hisba en dos grupos principales manteniendo intacta el ala religiosa, a la vez que distribuía sus funciones seculares a diferentes organizaciones públicas y ministerios. 

### La hisba como deber individual
Paralelamente, la designación del mandato en tanto que deber individual de todo musulmán suscitó debates entre los autores clásicos respecto de las consecuencias que ello entrañaba. Para al-Mawardi, el marco de la actuación pública de la hisba se limitaba exclusivamente al cargo del muhtasib, de forma que para el resto de creyentes sólo cabría su aplicación en la esfera privada de cada uno. Al-Ghazali, por el contrario, consagró que la hisba es un deber personal que concierne a todo musulmán que tenga la capacidad de convertirse en un muhtasib voluntario. Desde el punto de vista del orden doméstico, sólo se exime del cumplimiento del mismo a los niños y a los "lunáticos", por no ser legalmente competentes. Los esclavos, las mujeres y los hombres libres (estos últimos de manera incuestionada) están obligados a ponerla en práctica. Tal comprensión supone una moralización de la política y será la adoptada por los salafistas en la actualidad.
Esto se halla íntimamente relacionado con la forma en que el islam prevé que debe ponerse fin a un mal que está teniendo lugar. En lo que concierne al orden social, la interpretación más aceptada se basa en el hadiz de los modos: "Quien vea el mal y sea capaz de corregirlo con su mano, que lo haga; si no puede, entonces con su lengua; si no puede, entonces en su corazón. Eso es la fe mínima" (Muslim 49); a raíz de esta tradición suele establecerse que el recurso a "la mano" es tarea para las autoridades políticas (umara), "la lengua" para los eruditos (ulemas) y en/con "el corazón", para la gente común (umma). Los defensores de esta postura reservan el monopolio de la violencia al Estado como máximo garante de la preservación en pureza de la ley. Frente a ellos, otra parte de los pensadores opta por permitir a los sujetos individuales tomar las armas para asegurar la observancia de la sharía. Está será la postura defendida principalmente por los integristas modernos.
Cuestión distinta es aquella que surge cuando el sujeto reprochable es el propio gobierno. En ese caso, las opiniones se dividen entre los que defienden la posibilidad de erigirse en armas contra el soberano que pervierte la ley y deponerlo y aquellos que se oponen categóricamente invocando las posibles consecuencias negativas de tal acción. Es por la primera opción que se decantarán los grupos fundamentalistas que surgen en la segunda mitad del siglo XX.
Por otra parte, el mandato de ordenar el bien y proscribir el mal no es automático. Las condiciones generalmente aceptadas para que rija de hecho la obligación de realizar la hisba son las siguientes:
- Conocimiento de la ley: saber que lo que uno ordena es realmente correcto y lo que prohíbe, malo.
- Conocimiento de los hechos: saber que el mal que se propone prohibir está teniendo lugar realmente.
- Ausencia de peores efectos secundarios
- Cierta garantía de eficacia
- usencia de peligro para uno mismo o su propiedad

Sea como fuere, en la actualidad se está asistiendo a una revitalización de la noción en múltiples vertientes y campos, que serán tratados a continuación.

## La hisba en la actualidad

### La hisba como principio de gobierno corporativo
La economía islámica, en tanto que disciplina boyante desde mediados del siglo XX, ha dado lugar a la concepción de una forma de gestión de las empresas propiamente islámica. Ésta tiene por objeto que las intenciones, la planificación, la ejecución, la organización, la instrucción, la monitorización y la evaluación de la actividad empresarial estén en consonancia con los valores morales del islam.
Dentro de ello, la hisba se ubicaría en la fase de monitorización o vigilancia, buscando garantizar el buen comportamiento tanto de la entidad en su conjunto como de los individuos que la conforman. Se relaciona así con las nociones empresariales tradicionales de rendición de cuentas y de responsabilidad —de los administradores, principalmente—. 
Otras nociones islámicas que se pueden relacionar con los debates sobre la responsabilidad y la gobernanza de las empresas desde el punto de vista de la gestión islámica son la shura —respecto del proceso de toma de decisiones— o la auditoría religiosa — respecto a la prestación de asesoramiento, la supervisión de los resultados y la auditoría del azaque—.

### La hisba en los movimientos fundamentalistas
El auge de los movimientos integristas en la segunda mitad del siglo XX ha conllevado la recuperación de la cuestión de la hisba y, concretamente, del recurso a "la mano" (la acción violenta) como forma preeminente de aplicarla. Sobre esta base, el fundamentalismo islámico justifica la rebelión armada tanto contra el gobernante apóstata (takfir) como frente a la sociedad en su conjunto. Así, el deber de realizar el bien y combatir el mal toma forma en dos fórmulas: una de tipo jurídico y otra de corte más policial o paramilitar.

#### La hisba como argumento jurídico
Esta vertiente de la hisba se traduce en la posibilidad jurídica por la que un musulmán puede acusar a otro de delitos que no le afectan directamente, sino que conciernen a la moral y a las virtudes públicas (por ejemplo, el delito de apostasía).
Los casos más conocidos en este sentido han tenido lugar en Egipto, donde conviven el derecho positivo y la tradición jurídica islámica. El primer caso sucedió en los años 90, cuando el profesor universitario Nasr Hamid Abu Zayd fue acusado de apostasía como consecuencia de una serie de investigaciones presentadas en su tribunal de promoción a la cátedra. La querella, presentada por siete abogados islamistas, buscaba forzar el divorcio de Zayd de su mujer so pretexto de que la Ley Islámica no permite el matrimonio entre apóstatas y musulmanes. El argumento jurídico esgrimido fue, precisamente, la hisba. El Tribunal de Apelación falló en sentido favorable a la declaración de nulidad del matrimonio.
El veredicto contra Abu Zayd condujo a la aprobación de la ley 3/1996, que impedía las reclamaciones de los particulares en nombre de la sociedad. Así, desde 1996, la fiscalía es la única autoridad que puede decidir si una denuncia de Hisba dará lugar a un enjuiciamiento con arreglo a la Ley del Código Personal. Esta restricción ha dado lugar posteriormente al fracaso de nuevos procedimientos por apostasía, como los iniciados contra el pensador Hasan Hanafi o la escritora y activista Nawal El Saadawi.

#### Interpretación de la hisba en cuerpos policiales y parapoliciales
Por último, la interpretación rigurosa de la hisba ha sido entendida como una necesidad de fiscalización de la vida pública, que se ha traducido en la aparición en diversos Estados de cuerpos parapoliciales encargados de perseguir a los transgresores morales de la sharía y ponerlos a disposición judicial:
- Afganistán: la policía religiosa depende del Ministerio para la Propagación de la Virtud y la Prevención del Vicio, instituido en 1992 por el régimen de Rabbani y adoptado por los talibanes cuando tomaron el poder en 1996. Desde 2001 los sucesivos gobiernos afganos han incluido este ministerio en sus gabinetes bajo el nombre de Ministerio de Hajj y Asuntos Religiosos.
- Arabia Saudí: la policía religiosa o mutawiín responde ante el Comité para la Promoción de la Virtud y la Prevención del Vicio. El incidente más grave por el que ésta ha sido criticada ocurrió el 11 de marzo de 2002, cuando impidieron que unas alumnas escaparan de una escuela en llamas en La Meca porque las niñas no llevaban la cabeza cubierta ni vestían abayas, no iban acompañadas por un tutor masculino y los bomberos eran todos varones. Quince niñas murieron y cincuenta resultaron heridas. Como parte de la Saudi Vision 2030 del heredero Mohamed bin Salman para el país se han introducido numerosas reformas que limitan el papel de la policía religiosa saudí.
- Indonesia: la Wilayatul Hisba dependiente del Departamento de la Sharía Islámica se puede encontrar en la provincia de Aceh, en Indonesia, desde el año 2005.
- Irán: las Patrullas de Guía son la principal policía religiosa islámica de la República Islámica de Irán, una suerte de brigada antivicio que se ocupa principalmente de la observancia del código de vestimenta.[19] Depende del Ministerio de Cultura y Orientación Islámica.
- Malasia: la policía religiosa obedece las órdenes del Departamento Religioso Islámico de los Territorios Federales (JAWI), operativo desde febrero de 1974.[20]
- Mali: la Hisba maliense fue creada en abril de 2012 por los grupos fundamentalistas islamistas Ansar Dine y Al Qaeda del Magreb Islámico y protagonizó los ataques a centros religiosos que tuvieron lugar entre el 30 de junio y el 11 de julio del mismo año en Tombuctú. Un total de diez de los enclaves culturales más importantes de la ciudad fueron destruidos total o parcialmente. Todos ellos excepto uno, habían sido clasificados como patrimonio mundial y protegidos por la Convención de la UNESCO de 1972.[21] Esto se produjo en el marco de la destrucción del patrimonio cultural de la ciudad maliense durante el transcurso de la Rebelión Tuareg de 2012.
- Nigeria: doce estados nigerianos poseen la sharía como sistema legal desde 2000 y cuentan con diversas instituciones para garantizar su aplicación, como la Comisión de la Sharía, la Comisión Zakat y la Hisba.[22] La mayoría de las organizaciones de la Hisba fueron iniciadas por voluntarios hasta que fueron formalizadas por los estados.
- Somalia: la Hisba somalí fue establecida por la milicia terrorista Al-Shabbaab en 2016. Su jurisdicción abarca la zona controlada por el grupo armado en el sur del país.[23]
- Sudán: la Policía de Servicio Comunitario, establecida en 1993 como consecuencia de la promulgación un año antes de la Ley de Orden Público, inspirada en la sharía. La Ley de Orden Público fue iniciada por el Gobierno sudanés en el estado de Jartum y en 1996 pasó a aplicarse a toda la nación. El Gobierno de transición de Sudán anunció en noviembre de 2019 la revocación de dicha ley.[24]

Otros:
- Ansar al-Islam: el grupo terrorista incluía la policía religiosa como parte de su proyecto de crear un emirato en la región del Kurdistán.[25]
- Estado Islámico: tuvo su propia fuerza de policía islámica, Diwan al-Hisba, que contó con una rama de mujeres dedicadas a garantizar la observancia de la ley islámica entre sus congéneres.[26]
- Franja de Gaza: el Comité para la Propagación de la Virtud y la Prevención del Vicio de la Franja de Gaza fue instituido en 2007 por el gobierno de facto de Hamás.
- República Chechena de Ichkeria: la policía religiosa islámica de la República Chechena de Ichkeria, dependiente del Ministerio del Interior, estuvo operativa entre 1992 y 2006.

### Controversias

Logo de la campaña presidencial Biden 2020

El 20 de julio de 2020, el candidato demócrata Joe Biden se dirigió a la asociación Emgage en apoyo de su campaña Million Muslim Votes que pretendía aumentar la participación de los votantes en las comunidades musulmanas. Durante su discurso trajo a colación el hadiz de los modos ("Quien vea el mal y sea capaz de corregirlo con su mano, que lo haga; si no puede, entonces con su lengua; si no puede, entonces en su corazón. Eso es la fe mínima" (Muslim 49)).
Si bien muchos votantes celebraron la iniciativa del candidato, las voces disidentes no tardaron en hacerse oír. Entre ellas, la escritora Ayaan Hirsi Ali realizó un comunicado en el que invitaba a Biden a reflexionar sobre el significado del hadiz, pues según sus palabras "Lejos de revelar humanismo o tolerancia, enfatiza la necesidad de control social en defensa de la ortodoxia". Asimismo, alegó que el dicho profético "ha sido utilizado en el islam para justificar la fuerza física e incluso los actos de violencia para detener las malas acciones" y está en el origen de los atentados terroristas.